# Aphyosemion
Aphyosemion là một chi cá trong họ Nothobranchiidae. Một số loài cá trong chi này được ưa chuộng để trở thành loài cá cảnh.

## Các loài
Có 97 loài trong chi này:
- Aphyosemion abacinum Huber, 1976
- Aphyosemion ahli G. S. Myers, 1933
- Aphyosemion alpha Huber, 1998
- Aphyosemion amoenum Radda & Pürzl, 1976 (Red-finned killi)
- Aphyosemion aureum Radda, 1980 (Golden killi)
- Aphyosemion australe Rachow, 1921 (Lyretail panchax)
- Aphyosemion bamilekorum Radda, 1971 (Bamileke killi)
- Aphyosemion batesii Boulenger, 1911 (Bates' killi)
- Aphyosemion bitaeniatum C. G. E. Ahl, 1924 (Two-striped Aphyosemion)
- Aphyosemion bivittatum Lönnberg, 1895 (Twostripe lyretail)
- Aphyosemion bualanum C. G. E. Ahl, 1924
- Aphyosemion buytaerti Radda & Huber, 1978
- Aphyosemion callipteron Radda & Pürzl, 1987
- Aphyosemion calliurum Boulenger, 1911 (Banner lyretail)
- Aphyosemion cameronense Boulenger, 1903 (Cameroon killi)
- Aphyosemion campomaanense Agnèse, Brummett, Caminade, Catalan & Kornobis, 2009
- Aphyosemion castaneum G. S. Myers, 1924
- Aphyosemion caudofasciatum Huber & Radda, 1979 (Caudal-stripe killi)
- Aphyosemion celiae Scheel, 1971
- Aphyosemion chauchei Huber & Scheel, 1981
- Aphyosemion christyi Boulenger, 1915 (Christy's Lyretail)
- Aphyosemion citrineipinnis Huber & Radda, 1977
- Aphyosemion coeleste Huber & Radda, 1977 (Sky-blue killi)
- Aphyosemion cognatum Meinken, 1951 (Redspot panchax)
- Aphyosemion congicum C. G. E. Ahl, 1924 (Congo killi)
- Aphyosemion cyanostictum J. G. Lambert & Géry, 1968 (Gabon jewelfish)
- Aphyosemion dargei Amiet, 1987 (Mbam killi)
- Aphyosemion decorsei Pellegrin, 1904
- Aphyosemion ecucuense Sonnenberg, 2008
- Aphyosemion edeanum Amiet, 1987 (Edea killi)
- Aphyosemion elberti C. G. E. Ahl, 1924 (Red barred killi)
- Aphyosemion elegans Boulenger, 1899 (Elegant killi)
- Aphyosemion erythron Sonnenberg, 2008
- Aphyosemion escherichi C. G. E. Ahl, 1924 (Escherich's killi)
- Aphyosemion etsamense Sonnenberg & Blum, 2005
- Aphyosemion exigoideum Radda & Huber, 1977 (False jewel killi)
- Aphyosemion exiguum Boulenger, 1911 (Jewel killi)
- Aphyosemion ferranti Boulenger, 1910
- Aphyosemion franzwerneri Scheel, 1971 (Goby killi)
- Aphyosemion fulgens Radda, 1975
- Aphyosemion gabunense Radda, 1975 (Gabon killi)
- Aphyosemion georgiae J. G. Lambert & Géry, 1968
- Aphyosemion grelli Valdesalici & Eberl, 2013 [1]
- Aphyosemion hanneloreae Radda & Pürzl, 1985 (Hannelore's killi)
- Aphyosemion heinemanni Berkenkamp, 1983 (Heinemann's killi)
- Aphyosemion hera Huber, 1998
- Aphyosemion herzogi Radda, 1975 (Herzog's killi)
- Aphyosemion hofmanni Radda, 1980 (Hofmann's killi)
- Aphyosemion joergenscheeli Huber & Radda, 1977
- Aphyosemion kouamense Legros, 1999
- Aphyosemion koungueense Sonnenberg, 2007
- Aphyosemion labarrei Poll, 1951
- Aphyosemion lamberti Radda & Huber, 1977
- Aphyosemion lefiniense Woeltjes, 1984
- Aphyosemion lividum Legros & Zentz, 2007
- Aphyosemion loennbergii Boulenger, 1903
- Aphyosemion louessense Pellegrin, 1931
- Aphyosemion lugens Amiet, 1991
- Aphyosemion lujae Boulenger, 1911
- Aphyosemion maculatum Radda & Pürzl, 1977
- Aphyosemion malumbresi Legros & Zentz, 2006
- Aphyosemion melanogaster Legros, Zentz & Agnèse, 2005
- Aphyosemion melinoeides Sonnenberg, 2007
- Aphyosemion mengilai Valdesalici & Eberl, 2014 [2]
- Aphyosemion mimbon Huber, 1977
- Aphyosemion musafirii Van der Zee & Sonnenberg, 2011
- Aphyosemion ocellatum Huber & Radda, 1977
- Aphyosemion ogoense Pellegrin, 1930
- Aphyosemion omega Sonnenberg, 2007
- Aphyosemion pamaense Agnèse, Legros, Cazaux & Estivals, 2013 [3]
- Aphyosemion pascheni C. G. E. Ahl, 1928
- Aphyosemion passaroi Huber, 1994
- Aphyosemion plagitaenium Huber, 2004
- Aphyosemion poliaki Amiet, 1991
- Aphyosemion polli Radda & Pürzl, 1987
- Aphyosemion primigenium Radda & Huber, 1977
- Aphyosemion pseudoelegans Sonnenberg & Van der Zee, 2012 [4]
- Aphyosemion punctatum Radda & Pürzl, 1977
- Aphyosemion punctulatum Legros, Zentz & Agnèse, 2005
- Aphyosemion raddai Scheel, 1975
- Aphyosemion rectogoense Radda & Huber, 1977
- Aphyosemion riggenbachi C. G. E. Ahl, 1924
- Aphyosemion schioetzi Huber & Scheel, 1981
- Aphyosemion schluppi Radda & Huber, 1978
- Aphyosemion schoutedeni Boulenger, 1920
- Aphyosemion seegersi Huber, 1980
- Aphyosemion splendopleure Brüning, 1929
- Aphyosemion striatum Boulenger, 1911
- Aphyosemion teugelsi Van der Zee & Sonnenberg, 2010
- Aphyosemion thysi Radda & Huber, 1978
- Aphyosemion tirbaki Huber, 1999
- Aphyosemion trilineatus Ladiges, 1934
- Aphyosemion volcanum Radda & Wildekamp, 1977
- Aphyosemion wachtersi Radda & Huber, 1978
- Aphyosemion wildekampi Berkenkamp, 1973
- Aphyosemion wuendschi Radda & Pürzl, 1985 (Wuendsch's killi)
- Aphyosemion zygaima Huber, 1981

## Cá cảnh
Trong số các loài thuộc chi này có loài cá hoàng kim hoả diệm (chữ Hán: 黄金火焰/Huángjīn huǒyàn) là loài cá cảnh được ưa chuộng. Cá hoàng kim hỏa diệm có thân hình thon dài, toàn thân cá có màu đỏ, trên thân cá có những chấm đen. Vây và đuôi của chúng kết giữa viền đen đỏ và trắng. Màu sắc cơ bản của cá hoàng kim hỏa diệm là màu cam và có các đốm đỏ trên mình, đôi khi đốm đỏ xuất hiện cả ở các viền vây. cá trống nhiều màu, cá mái thì ít màu và đuôi cá mái tròn. Cá đẻ trứng và nở sau 2 tuần,có thể dùng atermia để nuôi cá con hoặc tôm đông lạnh giã nhuyễn, ruồi dấm...